# Колумбия на зимних Олимпийских играх 2010
Колумбия впервые участвовала в зимних Олимпийских играх 2010 и была представлена одной спортсменкой в горнолыжном спорте.

## Результаты соревнований

### Горнолыжный спорт
Женщины
| Соревнование      | Спортсмены     | 1 спуск | 2 спуск | Всего   | Отставание | Место |
| ----------------- | -------------- | ------- | ------- | ------- | ---------- | ----- |
| Гигантский слалом | Синтия Дензлер | DNF     | —       | —       | —          | —     |
| Слалом            | Синтия Дензлер | 1:01,14 | 1:01,25 | 2:02,39 | +19,50     | 51    |